# 内政 (浮世絵師)

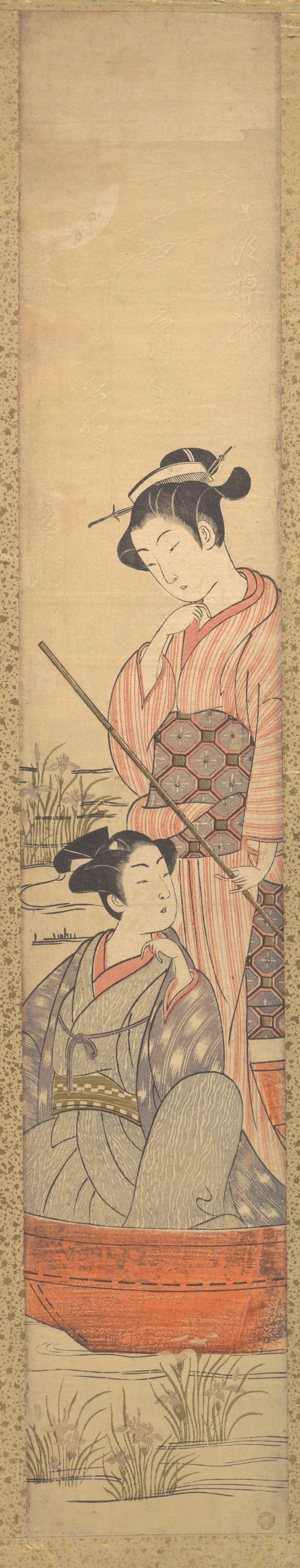
月下舟中の男女

内政（うちまさ、生没年不詳）とは、江戸時代の浮世絵師。

## 来歴
師系・経歴不明。北尾重政の門人かともいわれているが定かではない。作画期は明和の頃とされ、作に「内政画」と落款した鈴木春信風の柱絵「月下舟中の男女」が知られるのみである。